# Murushid Juuko
Murushid Juuko (sinh ngày 14 tháng 4 năm 1994), hay Murshid Juuko, Juuko Murshid hay Jjuko là một cầu thủ bóng đá người Uganda thi đấu cho đội bóng Tanzania Simba và Đội tuyển bóng đá quốc gia Uganda ở vị trí hậu vệ.

## Sự nghiệp quốc tế
Juuko được triệu tập bởi huấn luyện viên Milutin Sredojević vào Đội tuyển bóng đá quốc gia Uganda thi đấu Cúp bóng đá châu Phi 2017.
Anh bỏ lỡ trận đấu đầu tiên trước Ghana vào ngày 17 tháng 1 năm 2017 vì bị truất quyền thi đấu.

### Bàn thắng quốc tế
Tỉ số và kết quả liệt kê bàn thắng của Uganda trước.
| #  | Ngày                | Địa điểm                                       | Đối thủ              | Tỉ số | Kết quả | Giải đấu |
| -- | ------------------- | ---------------------------------------------- | -------------------- | ----- | ------- | -------- |
| 1. | 24 tháng 3 năm 2018 | Sân vận động Quốc gia Mandela, Kampala, Uganda | São Tomé và Príncipe | 2–0   | 3–1     | Giao hữu |